# Vošanovac
Vošanovac (em cirílico:Вошановац) é uma vila da Sérvia localizada no município de Petrovac na Mlavi, pertencente ao distrito de Braničevo, na região de Mlava. A sua população era de 473 habitantes segundo o censo de 2002.

## Demografia
| 1948  | 1953  | 1961 | 1971 | 1981 | 1991 | 2002 |
| ----- | ----- | ---- | ---- | ---- | ---- | ---- |
| 1 042 | 1 049 | 969  | 949  | 824  | 707  | 473  |